# Vereinigung des Katholischen Apostolates

Gründer Vinzenz Pallotti (1795–1850). Gemälde von Bruno Zwiener

Die Vereinigung des Katholischen Apostolates (lateinisch: Unione Apostolatus Catholici, abgekürzt UAC) ist eine „öffentliche internationale Vereinigung von Gläubigen“ (gemäß can. 313 CIC/1983) in der römisch-katholischen Kirche. Im deutschsprachigen Raum wird sie auch kurz Unio genannt.

## Idee und Geschichte
Am 9. Januar 1835 wurde Vinzenz Pallotti (1795–1850) im Gebet die Idee einer Vereinigung geschenkt, in der sich Laienchristen, Priester und Ordensleute gemeinsam engagieren. In den darauf folgenden Wochen nahm die Idee konkrete Gestalt an. Zur Zeit Papst Gregors XVI. bestätigte der Kardinalvikar von Rom, Carlo Odescalchi, am 4. April 1835 die neue Gründung für die Diözese Rom; dieser Tag gilt daher als offizieller Gründungstag.
Pallotti gab der Gründung den Namen Vereinigung des Katholischen Apostolates, wobei er katholisch nicht konfessionell, sondern im ursprünglichen Wortsinn als universal, allgemein verstand. Das Wort Apostolat leitet sich aus dem Griechischen ab und bedeutet Sendung. Vinzenz Pallotti verstand dies als Sendung in der Nachfolge Jesu, des Gesandten, des „Apostels des ewigen Vaters“. Mit seiner Idee eines allgemeinen, universalen Apostolates ging es ihm darum, deutlich zu machen, dass jeder Mensch mit Gottes Heilshandeln für die Menschen verantwortlich mitwirken kann. Pallotti schreibt: „Das Katholische, das heißt das allgemeine Apostolat, wie es allen Schichten des Volkes gemeinsam sein kann, besteht darin, das zu tun, was jeder zur größeren Ehre Gottes und für sein eigenes und des Nächsten ewiges Heil tun kann und tun muss“ (OOCC III, 143).
Indem Vinzenz Pallotti von einer Berufung und Verpflichtung aller Menschen zum Apostolat sprach, widersprach er dem kirchlichen Denken der damaligen Zeit. Denn zu seiner Zeit wurde die Sendung der Kirche ausschließlich von der Hierarchie, insbesondere dem Papst und den Bischöfen wahrgenommen; Laienchristen waren als Adressaten dieses Apostolates eher passive Empfänger. Dagegen bestand die Unio von Anfang an aus Laien, Ordensleuten und Priestern, die nach ihren je eigenen Möglichkeiten die Aufgaben der Vereinigung mittrugen. Sie sollten unter den Christen Glauben und Liebe erneuern und in der ganzen Welt verbreiten. Dabei war und ist es möglich und gefordert, alles Geeignete im Apostolat einzusetzen: sämtliche Formen der pastoralen und missionarischen Tätigkeit, Gebet, finanzielle und materielle Gaben.

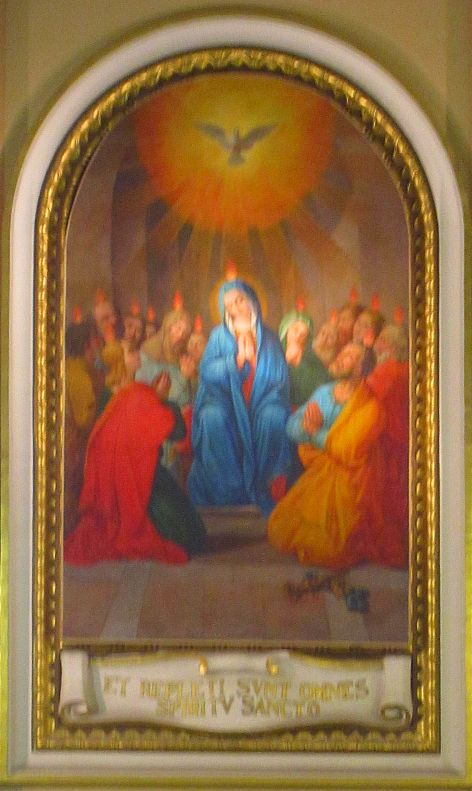
Vinzenz Pallotti ließ das Bild „Königin der Apostel“ von Serafino Cesaretti malen.

 Vinzenz Pallotti gab seiner Gemeinschaft Maria, die „Königin der Apostel“ zur Schutzpatronin. Unter diesem Titel ließ er von Serafino Cesaretti für die Vereinigung ein Bild malen. Bereits im ersten Jahr ihres Bestehens lud die Vereinigung des Katholischen Apostolates zu einer besonderen achttägigen Feier des Festes Epiphanie (Erscheinung des Herrn) ein. Die Feier machte die Zielrichtung der Vereinigung deutlich: es ging um Verbreitung, Vertiefung und Erneuerung des Glaubens, um Freude an der Vielfalt des katholischen Glaubens.
Schon zu Lebzeiten Vinzenz Pallottis gab es Bemühungen, die Vereinigung wieder aufzulösen. Vier Jahre nach seinem Tod wurde der Name für fast hundert Jahre in „Fromme Missionsgesellschaft“ geändert. Erst das Zweite Vatikanische Konzil (1962–1965) bestätigte das von Vinzenz Pallotti vertretene Kirchenbild und Apostolatsverständnis. In den darauf folgenden Jahren begannen die pallottinischen Gemeinschaften mit Bemühungen um eine zeitgemäße Erneuerung. Zunächst spielten dabei rechtliche Bestrebungen keine Rolle. Im Vordergrund standen vielmehr die Wiederentdeckung und Vertiefung des Erbes Pallottis. Erst Ende der 1980er Jahre begannen die pallottinischen Gemeinschaften, ein Generalstatut zu formulieren, um die kirchliche Anerkennung als weltweite Gemeinschaft zu suchen.

## Struktur
Innerhalb der Vereinigung des Katholischen Apostolates waren noch zu Lebzeiten Pallottis die Pallottiner und Pallottinerinnen entstanden. Weitere Gemeinschaften entstanden später. In Deutschland gehören heute 13 Gemeinschaften zur Vereinigung, insgesamt etwa 625 Personen: Mitglieder von Gemeinschaften und Einzelmitglieder, Frauen und Männer, Priester und Ordensleute, Verheiratete und Singles. In der Vereinigung haben sie alle die gleichen Rechte und Pflichten. Dabei sind die vielfältigen persönlichen Berufungen, die verschiedenen Lebensformen, Bindungen und Dienste geeint durch das Gründungscharisma, durch denselben Geist, durch die gleiche Sendung und die Gemeinschaft untereinander.
Während die verschiedenen Gemeinschaften in der Vereinigung autonom und eigenen Satzungen unterstellt sind, gibt es auf verschiedenen Ebenen sog. Koordinationsräte, die als bewegende Zentren der Begegnung, des Gebetes, der Bildung und der Zusammenarbeit dazu dienen, die gemeinsame Spiritualität zu erhalten und die verschiedenen apostolischen Initiativen zu fördern.

## Kirchliche Anerkennung
Die Vereinigung wurde offiziell vom Päpstlichen Rat für die Laien am 28. Oktober 2003 anerkannt. Das Generalstatut wurde gleichzeitig für fünf Jahre approbiert. Am 28. Oktober 2008 erfolgte dann die endgültige Approbation. 
Der erste Präsident des General-Koordinationsrates und damit der weltweiten Vereinigung war der Pallottinerpater Séamus Freeman, später Bischof in Irland, sein Nachfolger war von 2008 bis 2012 der Pallottinerpater Jeremiah Murphy. Seitdem ist Frau Donatella Acerbi, ein Laienmitglied aus der italienischen Gemeinschaft Quinta Dimensione, Präsidentin der weltweiten Unio, die heute in etwa 50 Ländern auf allen Kontinenten vertreten ist.
In Deutschland wurde 2012 der Arzt Alois Wittmann zum dritten Präsidenten des 2000 gegründeten Nationalen Koordinationsrates gewählt.